# La La Land
La La Land är en amerikansk romantisk musikal–dramakomedifilm från 2016, skriven och regisserad av Damien Chazelle, med Ryan Gosling och Emma Stone i huvudrollerna. Det är tredje gången som Gosling och Stone spelar mot varandra efter Crazy, Stupid, Love (2011) och Gangster Squad (2013).
Filmen hade världspremiär på Filmfestivalen i Venedig den 31 augusti 2016. Den hade biopremiär i USA den 9 december 2016 och i Sverige den 27 januari 2017. Filmen har fått en hel del rosade recensioner från kritiker och vunnit ett flertal filmpriser.
Vid Oscarsgalan 2017 var filmen nominerad till 14 Oscars, och delar därmed rekordet i antal Oscarsnomineringar med Allt om Eva (1950) och Titanic (1997). Filmen belönades med sex priser: för Bästa regi till Chazelle, Bästa kvinnliga huvudroll till Stone, Bästa filmmusik till Justin Hurwitz, Bästa sång till "City of Stars", Bästa scenografi till David Wasco och Sandy Reynolds-Wasco och Bästa foto till Linus Sandgren. Filmen var även nominerad till bland annat Bästa film, Bästa manliga huvudroll till Gosling och Bästa originalmanus.
Vid Golden Globe-galan 2017 vann filmen sju Golden Globes och slog därmed rekord i flest vinster till en film: Bästa film (musikal eller komedi), Bästa regissör till Chazelle, Bästa manliga huvudroll till Gosling, Bästa kvinnliga huvudroll till Stone, Bästa manus, Bästa filmmusik och Bästa originalsång för "City of Stars".
Vid BAFTA-galan 2017 vann filmen fem BAFTA Awards för Bästa film, Bästa regi, Bästa kvinnliga huvudroll, Bästa filmmusik och Bästa foto. Den var även nominerad för Bästa manliga huvudroll, Bästa originalmanus, Bästa ljud, Bästa produktionsdesign, Bästa kostym och Bästa klippning.

## Handling
Filmen utspelar sig i Los Angeles. Mia Dolan (Emma Stone) är en aspirerande skådespelare utan större framgång på provspelningarna som arbetar som barista. Sebastian Wilder (Ryan Gosling) är en jazzpianist som vill öppna en egen jazzklubb. Båda förälskar sig i varandra och njuter av den vackra aspekten av "La La Land". När Sebastian får möjligheten att bli medlem i ett pop-stiliserat jazzband och Mias karriär går allt sämre uppstår komplikationer som riskerar deras relation.

## Rollista
| Ryan Gosling      | – Sebastian Wilder |
| Emma Stone        | – Mia Dolan        |
| John Legend       | – Keith            |
| Rosemarie DeWitt  | – Laura Wilder     |
| Finn Wittrock     | – Greg Earnest     |
| Callie Hernandez  | – Tracy            |
| Sonoya Mizuno     | – Caitlin          |
| Jessica Rothe     | – Alexis           |
| Tom Everett Scott | – David            |
| Josh Pence        | – Josh             |
| J.K. Simmons      | – Bill             |
| Jason Fuchs       | – Carlo            |
| Anna Chazelle     | – Sarah            |
| Damon Gupton      | – Harry            |
| Meagen Fay        | – Mias mamma       |

## Mottagande
La La Land möttes av positiva recensioner av kritiker, särskilt för Damien Chazelles manus och regi, Ryan Gosling och Emma Stones skådespeleri, Justin Hurwitzs filmmusik, och för filmens musikaliska sekvenser. På Rotten Tomatoes har filmen ett medelbetyg på 93%, baserad på 335 recensioner, och ett genomsnittsbetyg på 8,6 av 10. På Metacritic har filmen genomsnittsbetyget 93 av 100, baserad på 53 recensioner.

## Soundtrack
| Nr  | Titel                          | Framförd av                                                 | Längd |
| --- | ------------------------------ | ----------------------------------------------------------- | ----- |
| 1.  | Another Day of Sun             | La La Land Cast                                             | 3:48  |
| 2.  | Someone in the Crowd           | Emma Stone, Callie Hernandez, Sonoya Mizuno & Jessica Rothe | 4:20  |
| 3.  | Mia & Sebastian's Theme        | Justin Hurwitz                                              | 1:38  |
| 4.  | A Lovely Night                 | Ryan Gosling & Emma Stone                                   | 3:57  |
| 5.  | Herman's Habit                 | Justin Hurwitz                                              | 1:52  |
| 6.  | City of Stars (Pier)           | Ryan Gosling                                                | 1:51  |
| 7.  | Planetarium                    | Justin Hurwitz                                              | 4:17  |
| 8.  | Summer Montage / Madeline      | Justin Hurwitz                                              | 2:05  |
| 9.  | City of Stars                  | Ryan Gosling & Emma Stone                                   | 2:30  |
| 10. | Start a Fire                   | John Legend                                                 | 3:12  |
| 11. | Engagement Party               | Justin Hurwitz                                              | 1:27  |
| 12. | Audition (The Fools Who Dream) | Emma Stone                                                  | 3:48  |
| 13. | Epilogue                       | Justin Hurwitz                                              | 7:39  |
| 14. | The End                        | Justin Hurwitz                                              | 0:46  |
| 15. | City of Stars (Humming)        | Justin Hurwitz & Emma Stone                                 | 2:43  |

## Utmärkelser
| Priser och nomineringar    | Priser och nomineringar                          | Priser och nomineringar                                                       | Priser och nomineringar | Priser och nomineringar |
| Utmärkelse                 | Kategori                                         | Mottagare                                                                     | Resultat                |                         |
| -------------------------- | ------------------------------------------------ | ----------------------------------------------------------------------------- | ----------------------- | ----------------------- |
| Oscar                      | Bästa regi                                       | Damien Chazelle                                                               | Vann                    |                         |
| Oscar                      | Bästa kvinnliga huvudroll                        | Emma Stone                                                                    | Vann                    |                         |
| Oscar                      | Bästa filmmusik                                  | Justin Hurwitz                                                                | Vann                    |                         |
| Oscar                      | Bästa sång                                       | "City of Stars" – Justin Hurwitz, Benj Pasek och Justin Paul                  | Vann                    |                         |
| Oscar                      | Bästa scenografi                                 | David Wasco, Sandy Reynolds-Wasco                                             | Vann                    |                         |
| Oscar                      | Bästa foto                                       | Linus Sandgren                                                                | Vann                    |                         |
| Oscar                      | Bästa film                                       | Fred Berger, Jordan Horowitz, Marc Platt                                      | Nominerad               |                         |
| Oscar                      | Bästa manliga huvudroll                          | Ryan Gosling                                                                  | Nominerad               |                         |
| Oscar                      | Bästa originalmanus                              | Damien Chazelle                                                               | Nominerad               |                         |
| Oscar                      | Bästa sång                                       | "Audition (The Fools Who Dream)" – Justin Hurwitz, Benj Pasek och Justin Paul | Nominerad               |                         |
| Oscar                      | Bästa ljudredigering                             | Ai-Ling Lee, Mildred Iatrou                                                   | Nominerad               |                         |
| Oscar                      | Bästa ljud                                       | Andy Nelson, Ai-Ling Lee och Steve Morrow                                     | Nominerad               |                         |
| Oscar                      | Bästa kostym                                     | Mary Zophres                                                                  | Nominerad               |                         |
| Oscar                      | Bästa klippning                                  | Tom Cross                                                                     | Nominerad               |                         |
| Golden Globes              | Bästa film - musikal eller komedi                |                                                                               | Vann                    |                         |
| Golden Globes              | Bästa regissör                                   | Damien Chazelle                                                               | Vann                    |                         |
| Golden Globes              | Bästa manliga huvudroll - musikal eller komedi   | Ryan Gosling                                                                  | Vann                    |                         |
| Golden Globes              | Bästa kvinnliga huvudroll - musikal eller komedi | Emma Stone                                                                    | Vann                    |                         |
| Golden Globes              | Bästa manus                                      | Damien Chazelle                                                               | Vann                    |                         |
| Golden Globes              | Bästa filmmusik                                  | Justin Hurwitz                                                                | Vann                    |                         |
| Golden Globes              | Bästa originalsång                               | "City of Stars" – Justin Hurwitz, Benj Pasek, Justin Paul                     | Vann                    |                         |
| BAFTA Awards               | Bästa film                                       | Fred Berger, Jordan Horowitz, Marc Platt                                      | Vann                    |                         |
| BAFTA Awards               | Bästa regi                                       | Damien Chazelle                                                               | Vann                    |                         |
| BAFTA Awards               | Bästa kvinnliga huvudroll                        | Emma Stone                                                                    | Vann                    |                         |
| BAFTA Awards               | Bästa filmmusik                                  | Justin Hurwitz                                                                | Vann                    |                         |
| BAFTA Awards               | Bästa foto                                       | Linus Sandgren                                                                | Vann                    |                         |
| BAFTA Awards               | Bästa manliga huvudroll                          | Ryan Gosling                                                                  | Nominerad               |                         |
| BAFTA Awards               | Bästa originalmanus                              | Damien Chazelle                                                               | Nominerad               |                         |
| BAFTA Awards               | Bästa ljud                                       | Mildred Iatrou, Ai-Ling Lee, Steve Morrow, Andy Nelson                        | Nominerad               |                         |
| BAFTA Awards               | Bästa produktionsdesign                          | David Wasco, Sandy Reynolds-Wasco                                             | Nominerad               |                         |
| BAFTA Awards               | Bästa kostym                                     | Mary Zophres                                                                  | Nominerad               |                         |
| BAFTA Awards               | Bästa klippning                                  | Tom Cross                                                                     | Nominerad               |                         |
| Screen Actors Guild Awards | Bästa kvinnliga huvudroll                        | Emma Stone                                                                    | Vann                    |                         |
| Screen Actors Guild Awards | Bästa manliga huvudroll                          | Ryan Gosling                                                                  | Nominerad               |                         |
| Critics' Choice Awards     | Bästa film                                       |                                                                               | Vann                    |                         |
| Critics' Choice Awards     | Bästa regissör                                   | Damien Chazelle                                                               | Vann                    |                         |
| Critics' Choice Awards     | Bästa originalmanus                              | Damien Chazelle                                                               | Vann                    |                         |
| Critics' Choice Awards     | Bästa kompositör                                 | Justin Hurwitz                                                                | Vann                    |                         |
| Critics' Choice Awards     | Bästa sång                                       | "City of Stars"                                                               | Vann                    |                         |
| Critics' Choice Awards     | Bästa scenografi                                 | David Wasco, Sandy Reynolds-Wasco                                             | Vann                    |                         |
| Critics' Choice Awards     | Bästa foto                                       | Linus Sandgren                                                                | Vann                    |                         |
| Critics' Choice Awards     | Bästa klippning                                  | Tom Cross                                                                     | Vann                    |                         |
| Critics' Choice Awards     | Bästa manliga skådespelare                       | Ryan Gosling                                                                  | Nominerad               |                         |
| Critics' Choice Awards     | Bästa kvinnliga skådespelare                     | Emma Stone                                                                    | Nominerad               |                         |
| Critics' Choice Awards     | Bästa sång                                       | "Audition (The Fools Who Dream)"                                              | Nominerad               |                         |
| Critics' Choice Awards     | Bästa kostym                                     | Mary Zophres                                                                  | Nominerad               |                         |
| Satellite Awards           | Bästa film                                       |                                                                               | Vann                    |                         |
| Satellite Awards           | Bästa musik                                      | Justin Hurwitz                                                                | Vann                    |                         |
| Satellite Awards           | Bästa sång                                       | "City of Stars" – Justin Hurwitz, Benj Pasek, Justin Paul                     | Vann                    |                         |
| Satellite Awards           | Bästa scenografi och produktionsdesign           | David Wasco                                                                   | Vann                    |                         |
| Satellite Awards           | Bästa regissör                                   | Damien Chazelle                                                               | Nominerad               |                         |
| Satellite Awards           | Bästa manliga huvudroll                          | Ryan Gosling                                                                  | Nominerad               |                         |
| Satellite Awards           | Bästa kvinnliga huvudroll                        | Emma Stone                                                                    | Nominerad               |                         |
| Satellite Awards           | Bästa originalmanus                              | Damien Chazelle                                                               | Nominerad               |                         |
| Satellite Awards           | Bästa sång                                       | "Audition (The Fools Who Dream)" – Justin Hurwitz, Benj Pasek, Justin Paul    | Nominerad               |                         |
| Satellite Awards           | Bästa ljud                                       | Mildred Iatrou, Ai-Ling Lee, Steven Morrow, Andy Nelson                       | Nominerad               |                         |
| Satellite Awards           | Bästa foto                                       | Linus Sandgren                                                                | Nominerad               |                         |
| Satellite Awards           | Bästa kostym                                     | Mary Zophres                                                                  | Nominerad               |                         |
| Satellite Awards           | Bästa klippning                                  | Tom Cross                                                                     | Nominerad               |                         |